# Sedna (planeta nan)
Sedna (designació de planeta menor: (90377) Sedna; símbol: ) és un planeta nan o planetoide de grans dimensions de les regions exteriors del sistema solar que actualment es troba a la part més propera al Sol de la seva òrbita; el 2021 era a 84 unitats astronòmiques (1,26×1010 km o 0,00041 pc) del Sol, gairebé tres vegades més lluny que Neptú. L'espectroscòpia indica que la seva superfície es compon de material semblant al d'altres objectes transneptunians, és a dir, una barreja d'aigua, metà i gels de nitrogen amb tolins. És un dels objectes més vermells del sistema solar. Fins on permet apreciar-ho la incertesa relativa a la seva mida, Sedna empata amb Ceres com el planetoide més gros sense satèl·lits coneguts. Té un diàmetre estimat proper a 1.000 km, si fa no fa com Tetis, un dels satèl·lits de Saturn. Com que no té cap satèl·lit conegut, no es poden fer servir les lleis de Kepler per deduir-ne la massa amb un grau raonable de certesa.
Podria ser el primer membre conegut del núvol d'Oort. Va ser descobert des de l'Observatori del Mont Palomar per Mike Brown (Institut de Tecnologia de Califòrnia), Chad Trujillo (Observatori Gemini) i David Rabinowitz (Universitat Yale) el 14 de novembre de 2003.
A causa de la seva gran distància del Sol, Sedna ha de ser un món frígid. Per això, els seus descobridors el van batejar, de manera no oficial, amb el nom de la deessa del mar i dels animals marins en la mitologia inuit, que es creia que vivia a les frígides profunditats de l'oceà Àrtic. Aquest nom va ser acceptat oficialment per la Unió Astronòmica Internacional el 28 de setembre de 2004.

## Informació general
Sedna té una òrbita el·líptica alta. L'excentricitat de l'òrbita és de 0,845, assemblant-se més a una òrbita cometària que a una planetària. L'afeli es troba al voltant de 900 ua i el periheli és d'unes 76 ua (±7 ua). Actualment es troba a unes 90 ua del Sol i s'aproxima al seu periheli, al qual arribarà cap al 2076 (com a referència, la distància mitjana de Plutó al Sol és d'unes 40 ua). El seu període orbital és d'uns 12.000 anys i el període de rotació tan sols dura unes 10 hores.

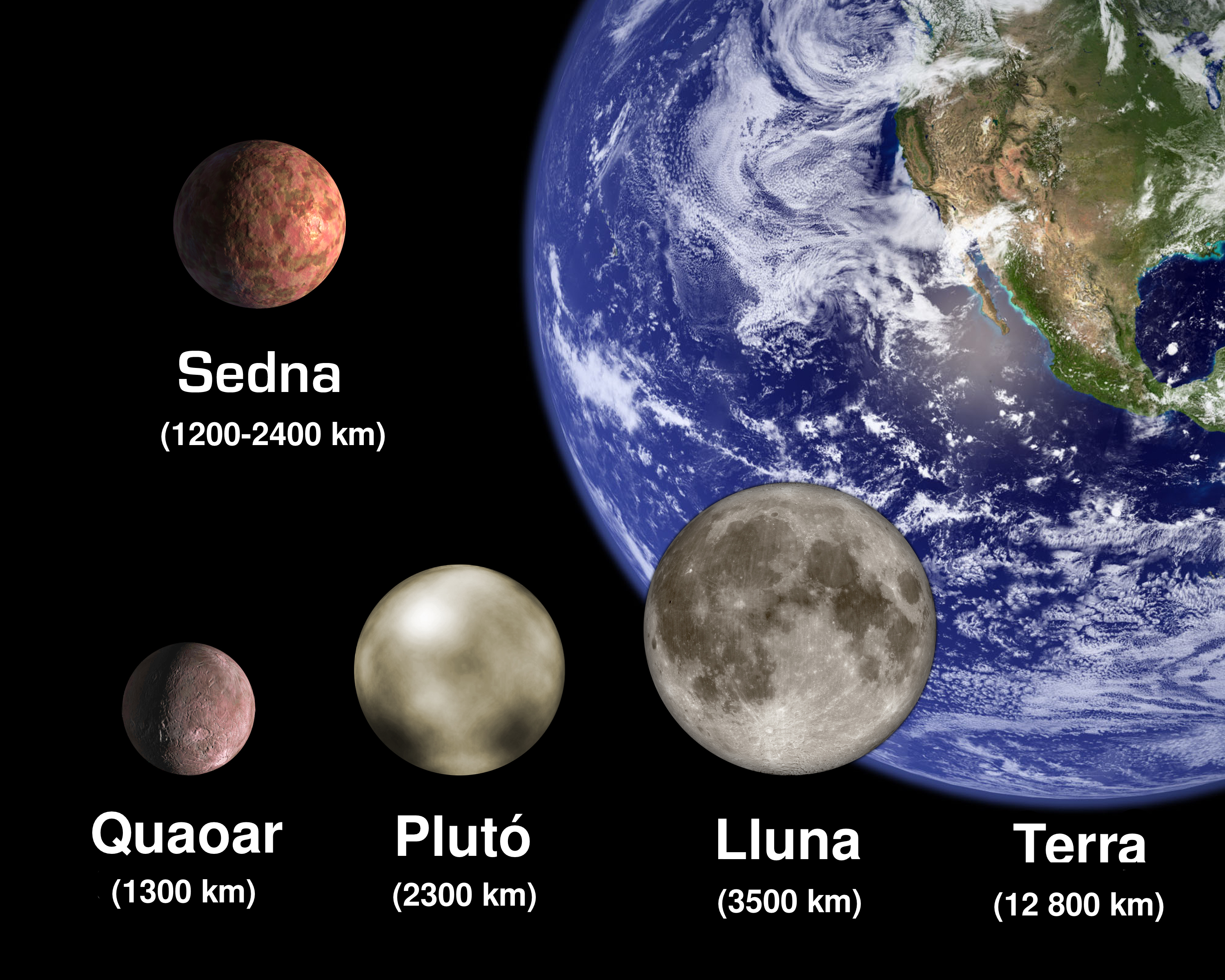
Comparació del diàmetre de Sedna en relació amb altres cossos del sistema solar

Sedna té un diàmetre estimat d'entre 1.180 i 1.800 km i és un dels planetes menors més grossos. En el moment del seu descobriment va ser l'objecte més gros trobat en el sistema solar des del descobriment de Plutó el 1930. Actualment ha estat igualat i/o superat pels objectes Eris Haumea i Makemake.
Massa llunyà per a considerar-lo objecte del cinturó de Kuiper, els seus descobridors al·leguen que Sedna pertany en realitat al núvol d'Oort, encara que és molt més a prop d'on es pensa que podria ser el límit interior del núvol d'Oort. És tan lluny del Sol que la temperatura mai puja dels –240 °C. El Sol es veu tan xicotet des de Sedna que es podria tapar per complet amb el cap d'una agulla de cap, segons Mike Brown.
Sedna va ser observat amb el Telescopi Samuel Oschin de l'Observatori de Mont Palomar prop de San Diego a Califòrnia, i va ser observat dies després per telescopis de tot el món, des de Xile, Espanya, Arizona i Hawaii. També el Telescopi Espacial Spitzer de la NASA, ha pogut observar este objecte determinant que el diàmetre de Sedna és probablement pròxim al 75% del de Plutó. Observacions efectuades des de Xile, mostren que Sedna és el segon objecte més roig del sistema solar, gairebé tan roig com Mart.
El descobriment de Sedna va tornar a plantejar l'interrogant de quins objectes astronòmics han de considerar-se planetes i quins no (ja es va plantejar amb motiu del descobriment de Quaoar i s'ha tornat a plantejar més recentment amb el descobriment de 2003 UB313). Encara que el 15 de març de 2004, diverses agències de notícies van reportar que s'ha descobert el desè planeta, s'antulla remot que Sedna fos qualificat com a planeta; encara que després de la nova definició de planeta anunciada per la UAI, Sedna podria optar a convertir-se en un planeta nan.

## Descobriment i nom
Mike Brown de Caltech, Chad Trujillo de l'Observatori Gemini i David Rabinowitz de la Universitat Yale el 14 de novembre de 2003 van descobrir Sedna –designat provisionalment 2003 VB₁₂– com a part d'un estudi que va començar en el 2001 amb el Telescopi Samuel Oschin en l'Observatori el Palomar, en el qual van emprar la càmera Palomar Quest de 160 megapíxels de Yale. Van observar un objecte que es movia en 4,6 segons d'arc en 3,1 hores pel que fa als estels, indicant que la seva distància era d'aproximadament 100 ua. Les observacions de seguiment al novembre-desembre de 2003 amb el telescopi SMARTS en l'Observatori de Cerro Tololo a Xile, així com amb el telescopi Tenagra IV de l'Observatori W. M. Keck a Hawaii, van revelar que l'objecte es movia al llarg d'una òrbita distant altament excèntrica. Posteriorment, l'objecte va ser identificat en imatges de predescobriment preses pel Telescopi Samuel Oschin així com en les imatges del programa Near Earth Asteroid Tracking. Aquestes posicions anteriors van ampliar el seu arc orbital conegut i va permetre un càlcul més precís de l'òrbita.
«El nostre objecte recentment descobert és el lloc més fred i més llunyà conegut del sistema solar», va dir Mike Brown a la seva pàgina web, «així que sento que és apropiat 
nomenar-ho en honor de Sedna, la deessa inuit del mar, que es creia que vivia al fons del frígid oceà Àrtic». Brown també li va suggerir al Minor Planet Center de la Unió Astronòmica Internacional que els objectes que fossin descoberts a la regió orbital de Sedna en el futur també haurien de portar el nom de les entitats en la mitologia de l'Àrtida. L'equip va fer públic el nom «Sedna» abans que l'objecte hagués sigut oficialment numerat. Brian Marsden, director del Minor Planet Center, va dir que aquesta acció era una violació del protocol, i que alguns membres de la UAI podrien votar en contra. No obstant això, no va haver-hi objeccions al nom, i no se'n van proposar d'altres. El Comitè de la UAI sobre Nomenclatura de Cossos Menors va acceptar formalment el nom el setembre de 2004, i també va considerar que, en casos similars d'extraordinari interès, podria permetre en el futur que s'anunciessin els noms abans que fossin numerats oficialment.

## Òrbita i rotació

Animació que representa l'òrbita de Sedna.

Sedna té el major període orbital entre qualsevol objecte gran conegut del sistema solar, calculat en aproximadament 11.400 anys. La seva òrbita és extremadament excèntrica, amb un afeli que es calcula en 937 ua i un periheli d'unes 76 ua, sent el major per als objectes coneguts del sistema solar. Quan va ser descobert es trobava a aproximadament 89,6 ua del Sol, i era l'objecte més distant observat del sistema solar. Posteriorment el mateix equip d'investigadors va descobrir l'Eris a 97 ua. Si bé les òrbites d'alguns cometes de període llarg s'estenen més enllà de la de Sedna, són massa difusos per ser descoberts excepte quan s'aproximen al seu periheli en el sistema solar interior. Encara que Sedna aconsegueixi el seu periheli cap al 2076, el Sol apareixeria simplement com un estel molt brillant en el seu cel, solament cent vegades més brillant que la lluna plena en la Terra, i massa lluny per ser visible com un disc a simple vista.
Quan va ser descobert es pensava que Sedna tenia un període de rotació particularment llarg –vint a cinquanta dies. Inicialment es va especular que la seva rotació era alentida per una companya binària, similar a Caront, la lluna de Plutó. El març de 2004 el telescopi espacial Hubble va buscar aquest satèl·lit però no va trobar res, i les mesures posteriors del telescopi van suggerir períodes de rotació molt menors –de 10 h aproximadament–, bastant típica per a un cos de la seva grandària.

## Característiques físiques

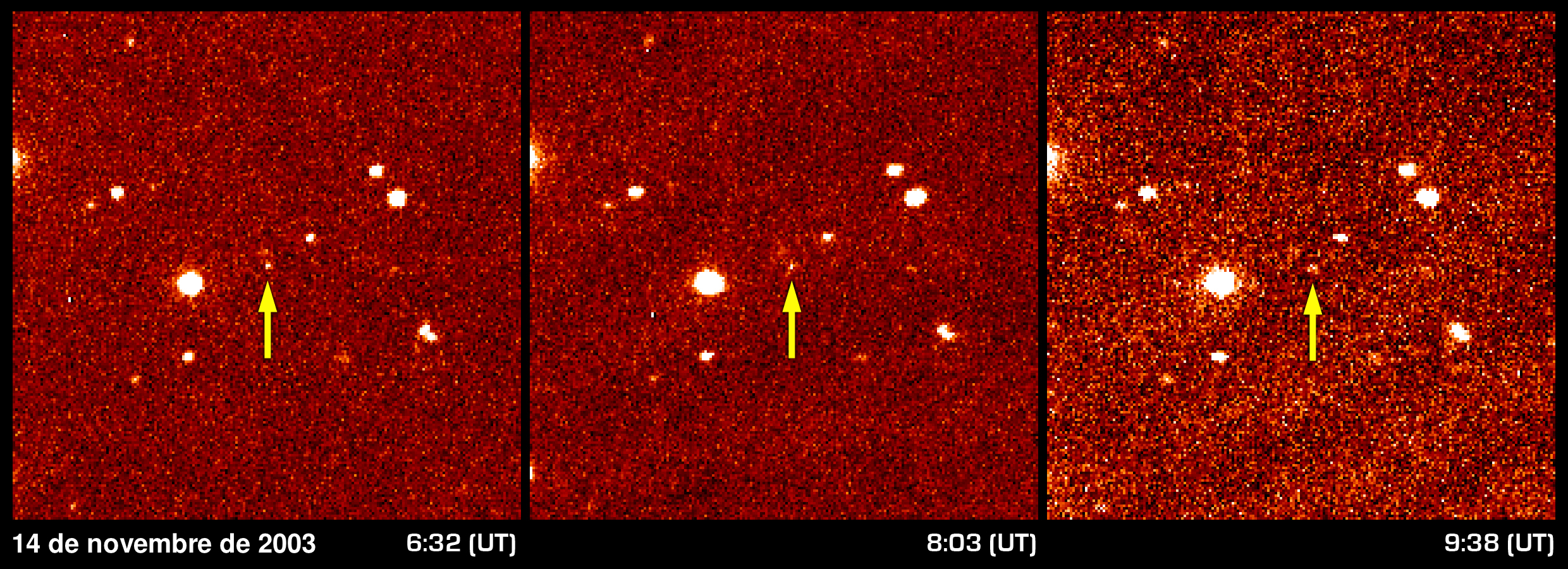
Imatges de Sedna

Sedna té una magnitud absoluta de banda V (H) d'aproximadament 1,8 i s'estima que té una albedo de prop de 0,32, la qual cosa li atorga un diàmetre d'aproximadament 1.000 km. Al moment del seu descobriment va ser l'objecte intrínsecament més brillant que es va trobar en el sistema solar des de Plutó el 1930. En 2004, els descobridors van estimar el límit màxim del seu diàmetre en 1.800 km, però el 2007 aquest valor va ser revisat i reduït a menys de 1.600 km després de ser observat pel telescopi espacial Spitzer. En 2012, els mesuraments de l'Observatori Espacial Herschel van suggerir que el diàmetre de Sedna és de 995 ± 80 km, la qual cosa resultaria més petit que Caront. Com que Sedna no té llunes conegudes, determinar la seva massa és impossible en l'actualitat sense enviar una sonda espacial. No obstant això, si a més dels càlculs anteriors per al seu diàmetre es pren com a referència la densitat de Plutó de 2,0 g/cm³, l'interval de massa és aproximadament 1 x 1021 kg.
Les observacions dels telescopis SMARTS mostren que en llum visible Sedna és un dels objectes més vermells del sistema solar, gairebé tan vermell com Mart. Es va suggerir que el color vermell fosc de Sedna es deu a una capa superficial de fang amb hidrocarburs, o tolina, formada a partir de compostos orgànics més senzills després d'una llarga exposició a la radiació ultraviolada. La seva superfície és homogènia en color i espectre, la qual cosa podria significar que Sedna, a diferència dels objectes més propers al Sol, rares vegades és impactat per altres cossos, la qual cosa exposaria les parts brillants de material congelat fresc, igual que passa en el cas d'Asbolo. Sedna i altres dos objectes molt distants –2000 OO67 i 2006 SQ372– comparteixen el seu color amb els objectes clàssics del cinturó de Kuiper i el centaure Pholus, la qual cosa suggereix un origen en una regió similar.
Es van establir límits superiors a la composició de la superfície de Sedna en 60% de metà congelat i un 70% de gel. La presència de metà també recolza l'existència de tolines en la superfície de Sedna, ja que són produïdes per la irradiació de metà. L'espectre de Sedna va ser comparat amb el de Tritó i es van detectar bandes d'absorció febles pertanyents a metà i nitrogen congelats. A partir d'aquestes observacions, es va suggerir el següent model de la superfície: 24% de tolines tipus Tritó, 7% de carboni amorf, un 10% de nitrogen, 26% de metanol i 33% de metà. La detecció de metà i aigua congelada es va confirmar en el 2006 per la fotometria en infraroig mitjà del telescopi espacial Spitzer. La presència de nitrogen en la superfície suggereix la possibilitat que, almenys per un temps curt, Sedna va poder posseir una atmosfera. Durant un període de al voltant de dos-cents anys prop del periheli la temperatura màxima de Sedna va haver d'excedir 35,6 K (-237,6 °C), la temperatura de transició entre la fase alfa-sòlida de N₂ i la fase beta vista en Tritó. Als 38 K, la pressió de vapor de N₂ seria de 14 μbar (0,000014 atm). No obstant això, la seva profunda inclinació espectral vermella és un indicatiu d'una alta concentració de matèria orgànica en la seva superfície, i les seves bandes febles d'absorció de metà indiquen que el metà en la superfície de Sedna és antic, en lloc de dipositar-se recentment. Això vol dir que Sedna és massa freda perquè el metà s'evapori de la superfície i després caigui de nou en forma de neu, com ocorre a Tritó i, probablement, a Plutó.
Els models d'escalfament intern mitjançant la desintegració radioactiva suggereixen que Sedna podria ser capaç de suportar un oceà subterrani d'aigua líquida.

## Origen

Imatge en la qual es mostren el sistema solar interior, els asteroides, el sistema solar exterior, el cinturó de Kuiper, l'òrbita de Sedna, i part del núvol d'Oort interior.

En el seu article anunciant la troballa de Sedna, els descobridors el van descriure com el primer cos observat pertanyent al núvol d'Oort, un hipotètic núvol d'estels que es creu que existeix a una distància d'aproximadament un any llum del Sol. Van observar que, a diferència dels objectes del disc dispers com Eris, el periheli de Sedna –76 ua– està massa lluny per haver sigut dispersat per la influència gravitacional de Neptú. A causa que està molt més prop del Sol de l'esperable per a un objecte del núvol d'Oort i que té una inclinació més o menys similar a la dels planetes i a la del cinturó de Kuiper, el van descriure com un «objecte del núvol d'Oort interior», situat en el disc que va des del cinturó de Kuiper a la part esfèrica del núvol.
Si Sedna es va formar en la seva ubicació actual, el disc protoplanetari original del Sol va haver d'haver-se estès fins a 75 ua a l'espai. A més, l'òrbita inicial de Sedna va haver de ser circular, o en cas contrari no podria haver-se format per l'acreció de cossos més petits en un conjunt, ja que les altes velocitats relatives entre els planetesimals haurien sigut massa perjudicials. Per tant, va haver de ser portat a la seva òrbita excèntrica actual per una interacció gravitatòria amb un altre cos. En el seu article inicial, els descobridors van suggerir tres possibles candidats per al cos pertorbador: un planeta ocult més enllà del cinturó de Kuiper, una estrella en trànsit o una de les estrelles joves integrats amb el Sol en el cúmul estel·lar en el qual es va formar. Concretament van recolzar aquesta última hipòtesi, adduint que l'afeli de Sedna d'aproximadament 1.000 ua, que està relativament a prop en comparació dels estels de període llarg, no està prou lluny per veure's afectat per estels en trànsit en les seves actuals distàncies al Sol. Van proposar que l'òrbita de Sedna s'explica millor si el Sol s'hagués format en un cúmul obert d'estels que es va dissociar gradualment amb el temps. Altres astrònoms van avançar posteriorment en aquesta hipòtesi. Simulacions per ordinador mostren que múltiples trànsits entre les estrelles joves d'aquests cúmuls oberts podrien provocar en molts objectes òrbites semblants a les de Sedna. Un estudi suggereix que l'explicació més probable de l'òrbita de Sedna és que va ser pertorbada per un estel que transitava a prop –a unes 800 ua– en els primers 100 milions d'anys aproximadament de l'existència del sistema solar.

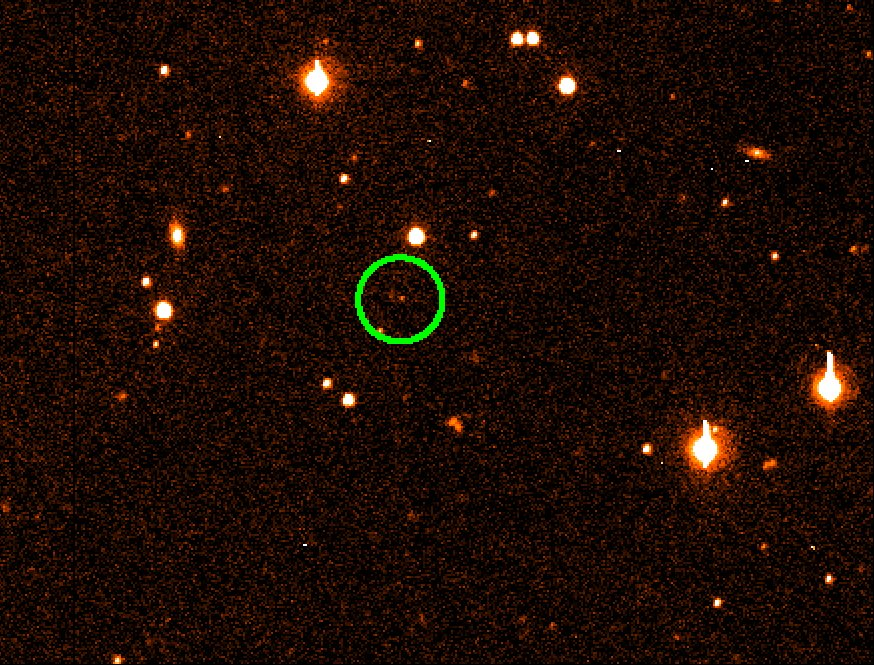
Imatge del descobriment de Sedna presa amb el Telescopi Schmidt de quaranta-vuit polzades de l'Observatori el Palomar, actualment anomenat Telescopi Samuel Oschin.

Diversos astrònoms van avançar en la hipòtesi del planeta transneptunià de diverses maneres. Un escenari involucra pertorbacions de l'òrbita de Sedna per un cos hipotètic de grandària planetària a l'interior del núvol d'Oort. Simulacions recents mostren que les característiques orbitals de Sedna podrien explicar-se per pertorbacions d'un objecte de la massa de Neptú a 2.000 ua –o menys–, una massa de Júpiter a 5.000 ua, o fins i tot un objecte de massa terrestre a 1.000 ua. Les simulacions per ordinador van suggerir que l'òrbita de Sedna va poder ser causada per un cos de la grandària de la Terra, expulsat cap a l'exterior per Neptú, a principis de la formació del sistema solar i que avui dia es trobaria en una òrbita allargada d'entre 80 i 170 ua del Sol. S'han dut a terme diversos estudis del cel sense detectar objectes de la grandària de la Terra a una distància aproximada de 100 ua. No obstant això, és possible que aquest objecte hagi sigut expulsat fora del sistema solar després de la formació del núvol d'Oort interior.
Alguns astrònoms han suggerit que l'òrbita de Sedna és el resultat de la influència d'una gran companya binària del Sol situada a una distància de milers d'unitats astronòmiques. Un d'aquests estels hipotètics és Nèmesi, una companya fosca del Sol proposada com a responsable de la suposada periodicitat de les extincions massives a la Terra per impactes cometaris, el registre d'impactes lunars i els elements comuns orbitals d'una sèrie d'estels de període llarg. No obstant això, en l'actualitat no hi ha proves directes de l'existència de Nèmesi i moltes línies d'investigació (per exemple, l'índex de craterització) han posat en dubte la seva existència. Astrònoms que recolzen aquesta hipòtesi han suggerit que un objecte de cinc vegades la massa de Júpiter que s'estengui aproximadament a 7.850 ua del Sol, podria provocar en un objecte una òrbita com la de Sedna.
Altres hipòtesis suggereixen que Sedna no es va originar en el sistema solar, sinó que va ser capturat pel Sol procedent d'un sistema planetari extrasolar en trànsit, específicament del d'una nana marró amb una massa unes vint vegades menor que la del Sol.

## Població

Representació artística de la superfície de Sedna que mostra la Via Làctia, Antares, el Sol i Spica en el cel. El Sol apareix com un mer punt de llum, distès per la pols. La superfície de Sedna és gel vermell i brilla tènuement a la llum del sol del migdia.

L'òrbita altament el·líptica de Sedna indica que la probabilitat de detectar-ho va ser d'aproximadament 1 en 80, la qual cosa suggereix que, tret que el seu descobriment va ser una casualitat, podrien existir a la seva regió entre quaranta i cent vint objectes de la grandària de Sedna. Això suggereix que Sedna podria ser el primer element d'una sèrie de congelats que se situen entre el cinturó de Kuiper i el núvol d'Oort denominada «població de Sedna». Un altre objecte, 2000 CR105, té una òrbita similar però menys extrema: té un periheli de 44,3 ua, un afeli de 394 ua, i un període orbital de 3.240 anys. Va poder ser afectat pels mateixos processos que Sedna.
Cadascun dels mecanismes proposats per a l'òrbita extrema de Sedna deixaria una marca distintiva de l'estructura i la dinàmica d'una població més àmplia. Si el responsable va ser un planeta transneptunià, tots aquests objectes compartirien aproximadament el mateix periheli (≈ 80 ua). Si Sedna va ser capturada des d'un altre sistema planetari que gira en la mateixa direcció que el sistema solar, llavors tots els membres de la població de Sedna tindrien inclinacions relativament baixes i posseirien semieixos majors que van des de 100 fins a 500 ua. Si rotés en direcció oposada, es formarien dues poblacions, una amb inclinació baixa i una amb alta. La gravetat dels estels pertorbadors produiria una àmplia varietat de perihelis i inclinacions, dependents del nombre i l'angle trobades.
Obtenir una mostra més gran d'aquests objectes podria ajudar a determinar quin és l'escenari més probable. «Jo diria que Sedna és un registre fòssil del sistema solar primerenc», va dir Brown en el 2006. «Amb el temps, quan es trobin registres d'altres fòssils, Sedna ens ajudarà a comprendre com es va formar el Sol i el nombre d'estels propers al Sol quan es va formar». En 2007-2008 Brown, Rabinowitz i Megan Schwamb van tractar de localitzar un altre membre de la població hipotètica de Sedna. Encara que l'estudi era sensible als moviments a 1.000 ua i va descobrir al candidat a planeta nan (225088) Gonggong, no es van detectar nous cossos en òrbites com la de Sedna. Les simulacions posteriors que incorporen les noves dades suggereixen que en aquesta regió probablement existeixen al voltant de quaranta objectes de la grandària de Sedna. Un altre estudi, publicat el 2011, va trobar divuit objectes del sistema solar exterior, catorze dels quals eren objectes transneptunians desconeguts. Diversos d'aquests objectes podrien estar en equilibri hidroestàtic i ser, per tant, planetes nans. L'estudi va concloure que, en comparació de la població principal del cinturó de Kuiper i per als objectes majors (H < 4,5 mag), la població del disc dispers sembla tenir poques vegades més objectes, mentre que Sedna pot ser diverses vegades més poblada.

## Classificació

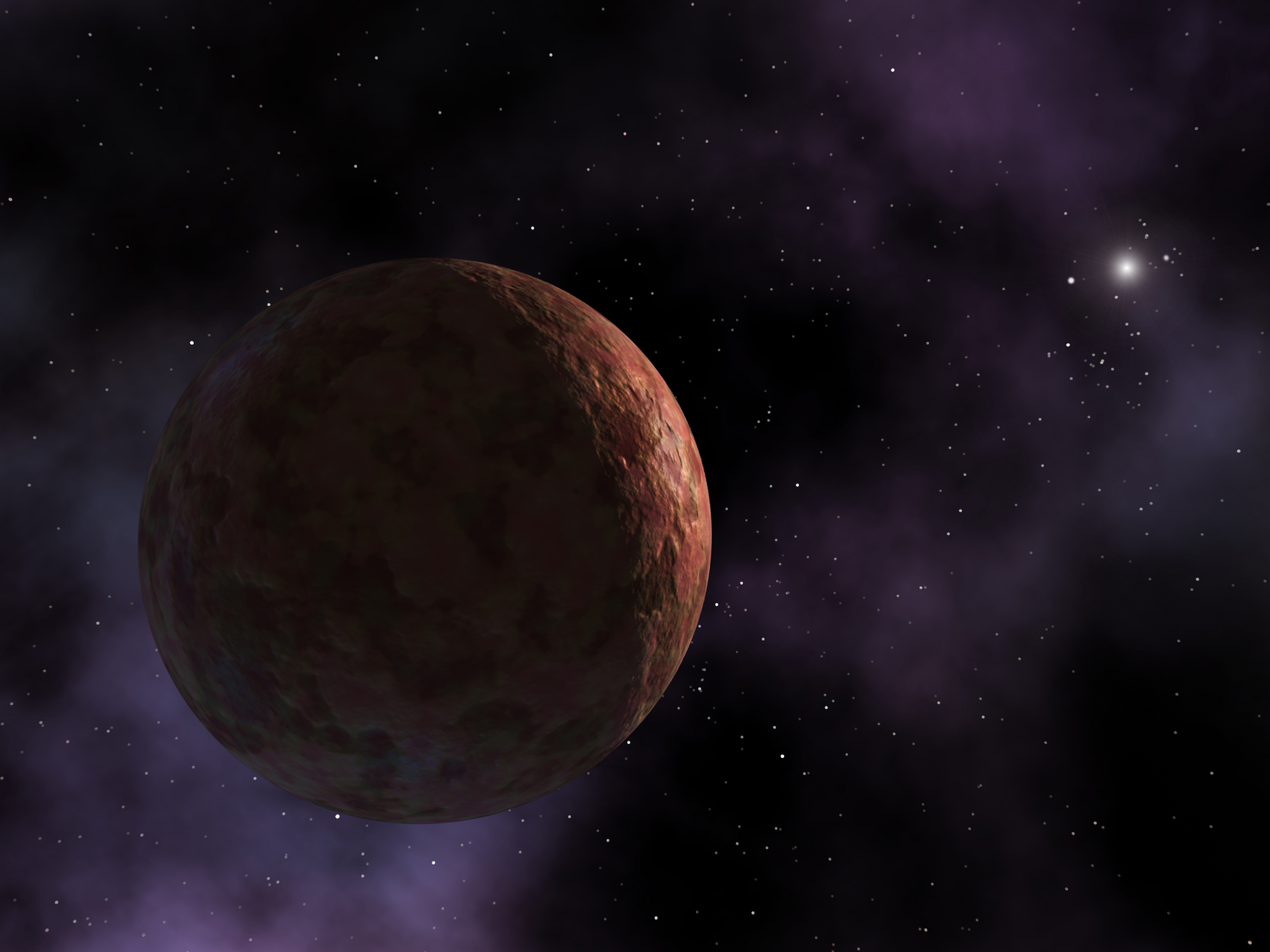
Representació artística de Sedna

El Minor Planet Center, que cataloga oficialment els objectes del sistema solar, classifica Sedna com un objecte dispers. No obstant això, aquest grup està fortament qüestionat i molts astrònoms van suggerir que, juntament amb alguns altres objectes —per exemple, 2000 CR105—, es col·loqués en una nova categoria d'objectes distants que podria anomenar-se «objectes de disc dispersos estesos» –E-SDO–, «objectes despresos», «objectes dispersos a distància» –DDO– o «dispersos-estesos» en la classificació oficial de la Deep Ecliptic Survey.
El descobriment de Sedna va tornar a plantejar l'interrogant sobre quins objectes astronòmics han de considerar-se planetes i quins no, alguna cosa que ja es va plantejar amb motiu del descobriment de Quaoar. El 15 de març de 2004 diverses agències de notícies informaven que s'havia descobert el desè planeta. No obstant això, el 24 d'agost de 2006, la Unió Astronòmica Internacional va redefinir a Praga el que ha d'entendre's per planeta, exigint que havia d'haver buidat l'entorn de la seva òrbita –dominància orbital. S'estima que Sedna té un paràmetre de Stern–Levison molt menor a 1 i, per tant, no es pot considerar que va buidar el seu entorn, encara que no es va descobrir cap altre objecte en la seva proximitat. Per poder ser qualificat com a planeta nan, Sedna havia de mostrar equilibri hidroestàtic, és a dir, ser essencialment esfèric. És prou brillant i, per tant, suficientment gros, per la qual cosa s'espera que aquest sigui el cas.

## Exploració
Sedna arribarà al seu periheli entorn de 2075-2076. Aquesta aproximació al Sol ofereix una oportunitat d'estudi que no tornarà a ocórrer en 12.000 anys. Encara que Sedna és esmentat en el web d'exploració del sistema solar de la NASA, aquesta i d'altres agències encara no han considerat cap mena de missió a Sedna.